# Alaska Peacemakers Militia
El Alaska Peacemakers Militia (Milicia Pacificadora de Alaska, traducido del inglés), también conocida como Second Amendment Task Force, fue una milicia formada en el estado de Alaska, Estados Unidos, en el año de 2010. El grupo fue liderado por Francis Schaeffer Cox, quien planeó el asesinato a funcionarios judiciales y policiales. Cox había sido arrestado casi un año antes por acercarse a un oficial de la ley sin revelar que estaba armado, pero no acudió al juicio y pasó a la clandestinidad, para terminar siendo arrestado en 2011.

## Historia

### Inicios en la política
Francis August Schaeffer Cox nació el 11 de febrero de 1984 de Gary y Jennifer Cox. Alrededor del año 2000, la familia de Cox se mudó a Alaska. Recibió un diploma de escuela secundaria en mayo de 2003 a través de un programa por correspondencia. Luego estudió brevemente negocios en la Universidad de Alaska, en Fairbanks, antes de abandonar los estudios para comenzar su propia pequeña empresa de construcción.
En 2008, Cox se postuló para la Cámara de Representantes de Alaska del Distrito 7 de la Cámara. Cox era partidario de Sarah Palin, pero criticó duramente su apoyo a Real ID (una ley del Congreso que modifica la ley federal de los EE. UU. relacionada con los estándares de seguridad, autenticación y procedimientos de emisión de licencias de conducir y documentos de identidad, así como varios asuntos de inmigración relacionados con el terrorismo.) en 2008, diciendo "Si Sarah Palin pierde, entonces no la seguiré apoyando".
Cox fue un delegado de Alaska a una reunión llamada Congreso Continental en 2009. También fue miembro organizador del Second Amendment Task Force (traducido como Grupo de Apoyo de la Segunda Enmienda) con sede en Fairbanks. En una reunión del grupo en 2009, Cox redactó una declaración de que el gobierno de los Estados Unidos debe ser abolido si restringe aún más los derechos de armas. La declaración fue firmada por muchos, incluido el representante de los Estados Unidos, Don Young. Según los informes, Cox también se ha identificado a sí mismo como miembro del movimiento ciudadano soberano.
Se dice que Cox es un amigo cercano del político de Alaska Joe Miller, aunque Cox ha dicho que no apoyó a Miller en la fallida candidatura de Miller al Senado de los Estados Unidos en 2010. Cox declaró: "[Miller] va a intentar maneja las cosas de una manera más conservadora, pero él todavía está tratando de manejar las cosas, por lo que tiene el mismo problema fundamental de todos los demás políticos". Después de que Cox fue arrestado, Miller emitió un comunicado en el que decía: "El Sr. Miller nunca ha tenido ninguna conexión con ninguna de las organizaciones de milicias del Sr. Cox, y de ninguna manera tolera ningún comportamiento ilegal".

## Problemas legales y conspiración
En marzo de 2010, Cox fue arrestado por las autoridades estatales en Alaska por no revelar un arma oculta. Se informó que agredió a su esposa y se declaró culpable de poner en peligro imprudente, pero su esposa se unió a él para negar públicamente las acusaciones y explicar las acusaciones completamente como mentiras para difamar a Cox.
En 2011 fue arrestado por presunta participación en una conspiración de asesinato conocida como "241", en la que dos agentes de la ley iban a ser asesinados por cada miembro de la milicia asesinado en previsión de la acción del gobierno contra Cox y cargos por armas. En marzo de 2011, Cox fue arrestado por cargos federales en Fairbanks, Alaska, por el Servicio de Alguaciles de los Estados Unidos. Fue acusado de conspiración para poseer silenciadores y dispositivos destructivos no registrados, posesión de un dispositivo destructivo no registrado, posesión de un silenciador no registrado, posesión de una ametralladora no registrada y otros cargos relacionados. Los abogados de Cox argumentaron sin éxito que los cargos deberían haber sido desestimados porque el gran jurado que presentó la acusación tenía fallos de veracidad.
A finales de octubre de 2011, todos los cargos estatales contra Cox y sus compañeros acusados fueron desestimados. Los despidos se produjeron tras un fallo judicial que impidió que los fiscales utilizaran, como prueba, grabaciones secretas del FBI realizadas sin una orden de registro. Según el fiscal de distrito adjunto Dway McConnell, los cargos estatales no pueden volver a presentarse. Cox continuó enfrentándose a los cargos federales por armas. En noviembre de 2011, se le presentaron cargos federales adicionales. Los nuevos cargos se relacionan con la presunta compra de granadas de mano y silenciadores y la presunta posesión de un lanzagranadas cargado.
El 20 de enero del 2012 y dos coacusados fueron acusados en el mismo caso de conspiración para asesinar a agentes y empleados de los Estados Unidos, incluidos agentes de la ley, "en violación del Título 18 del Código de los Estados Unidos, Secciones 1111 y 1114 ...". El 18 de junio de 2012, Cox y el coacusado Lonnie Vernon fueron declarados culpables de conspiración para cometer asesinato. El jurado no pudo llegar a un consenso sobre el cargo de conspiración contra el coacusado Coleman Barney. Sin embargo, Barney fue condenado por conspiración para poseer silenciadores y dispositivos destructivos no registrados y posesión de dispositivos destructivos no registrados. El 24 de septiembre de 2012, Coleman L. Barney fue sentenciado a cinco años en una prisión federal. El 7 de enero de 2013, Lonnie Vernon y su esposa, Karen Vernon, fueron condenados a 25 y 12 años, respectivamente a dos culpables de conspiración para cometer asesinato. El jurado no pudo llegar a un consenso sobre el cargo de conspiración contra el coacusado Coleman Barney. Sin embargo, Barney fue condenado por conspiración para poseer silenciadores y dispositivos destructivos no registrados y posesión de dispositivos destructivos no registrados. El 24 de septiembre de 2012, Coleman L. Barney fue sentenciado a cinco años en una prisión federal.
El 7 de enero de 2013, Lonnie Vernon y su esposa, Karen Vernon, fueron condenados a 25 y 12 años, respectivamente. El 8 de enero de 2013, Cox fue sentenciado a 310 meses, o casi 26 años, en una prisión federal. La condena y la sentencia están siendo apeladas. Cox se encuentra actualmente encarcelado en la Penitenciaria Terre Haute. El 13 de diciembre de 2013, Cox se retractó de su reclamo de enfermedad mental y Fairbanks News Miner publicó una carta de trece páginas en la que alegaba que el gobierno federal es parte de una amplia conspiración que condujo a su condena y sentencia. Afirmó, con respecto a un psicólogo forense que lo evaluó, "Ella era una mujer baja y desaliñada, con el pelo encrespado y ojos brillantes". Ella había testificado que padecía varios trastornos paranoicos. En la audiencia de sentencia, Cox le dijo al juez: "Puse miedo a mucha gente por las cosas que dije". "Algunas de las cosas locas que salían de mi boca, lo veo, y sonaba horrible". "No podría haber sonado peor si lo hubiera intentado". "Cuanto más asustado estaba, más loco era el asunto. No estaba pensando, estaba entrando en pánico".
En febrero de 2015, la Corte de Apelaciones del Noveno Circuito de los Estados Unidos denegó el permiso de Cox para despedir a su cuarto abogado, uno que actualmente se encontraba manejando su apelación. .
El 30 de agosto de 2017, un panel de tres jueces del Tribunal de Apelaciones del Noveno Circuito encontró que no había pruebas para mantener su condena por solicitud de asesinato, pero afirmó su condena por conspiración. La sentencia de Cox de casi 26 años se anuló a la luz de la decisión, y su caso se enviará a un tribunal inferior para que se vuelva a dictar la sentencia.